# Grimmia robustifolia
Grimmia robustifolia là một loài Rêu trong họ Grimmiaceae. Loài này được (Kindb.) Kindb. mô tả khoa học đầu tiên năm 1897.